# Васина Поляна
Ва́сина Поля́на (рос. Васина Поляна, ерз. Васина Поляна) — присілок у складі Інсарського району Мордовії, Росія. Входить до складу Сіалеєвсько-П'ятинської сільського поселення.
Населення — 46 осіб (2010; 61 у 2002).
Національний склад станом на 2002 рік:
- росіяни — 93 %